# 明石書店
明石書店（あかししょてん）は、日本の出版社。1978年創業。

## 概要

### 所在地
- 〒101-0021　東京都千代田区外神田6-9-5[2]

### 代表者
- 代表取締役社長 大江道雅[2]

### 由来
- 創業者である石井昭男の出身地である兵庫県明石市から明石書店と命名。石井は2006年12月に「私のルーツは被差別部落にありました。父は敗戦直後、地区から出てとなりの街に居をかまえたのです」と理由を語っている[3]。なお、石井は部落解放同盟東京都連合会の役員でもある[4]。

## 所属出版団体
- 日本書籍出版協会
- 出版梓会
- 歴史書懇話会
- アジアの本の会
- 日本ライブラリー出版会
- 版元ドットコム
- 教育図書出版会
- 日本電子出版協会
- 心理学書販売研究会[2]

## 不祥事
新入社員は全て契約社員とし、一年ごとに正社員、契約更新、雇い止めのいずれかにしてきた。ある契約社員から提訴され、2009年12月21日、1年後に雇い止めを認めることを契約更新の条件とする条項、反復更新を避けるという会社方針は不合理であることの判決を受けた。これは明石書店事件と呼ばれる。

## 沿革
- 1978年　人権を基本理念とした出版社を目指し創業[3]。
- 1982年　神田神保町に社屋を移転。
- 1985年　文京区本郷に社屋を移転。
- 1996年　文京区湯島に社屋を購入し移転。
- 2001年　梓会出版文化賞を受賞[7]。
- 2004年　千代田区外神田に社屋を購入し移転（現在の社屋）。
- 2008年　石井昭男、マグサイサイ賞受賞（「報道・文学・創造的情報伝達」部門）。

## 主な発行物
- エリア・スタディーズ（順次刊行）;2023年9月の『ラダックを知るための60章』で通算200巻に達した[8]。
- この一冊でわかる韓国語と韓国文化 （李修京 著）
- 原発危機と「東大話法」（安冨歩 著）
- 南京大虐殺と日本軍 （渡辺寛 著）
- 若者に伝えたい韓国の歴史（李元淳、徐毅植、鄭在貞 著）
- 正義のアイデア（アマルティア・セン 著）
- 貧困研究（貧困研究会 編）
- 韓国女性人権運動史 (世界人権問題叢書) （韓国女性ホットライン連合 編）
- 細菌戦が中国人民にもたらしたもの （日本軍による細菌戦の歴史事実を明らかにする会 編著）
- 日本軍の細菌戦・毒ガス戦―日本の中国侵略と戦争犯罪 （七三一部隊国際シンポジウム実行委員会 編）
- 大系朝鮮通信使（辛基秀、仲尾宏 編）
- 世界の教科書シリーズ（順次刊行）
- 世界歴史叢書（順次刊行）
- OECD（OECD 編、順次刊行）
- 証言 強制連行された朝鮮人軍慰安婦たち （韓国挺身隊問題対策協議会・挺身隊研究会 (編集), 従軍慰安婦問題ウリヨソンネットワーク (翻訳））
- 在日のための韓国国籍法入門 (奥田安弘、岡克彦 著）
- 江戸時代慢筆（全7巻 石井良助 著）
- 江戸の賤民（石井良助 著）
- 印判の歴史（石井良助 著）
- 刑罰の歴史（石井良助 著）
- 日本の歴史を読み解く 法制史家がみた歴史の光と影（石井良助 著）
- 女人差別と近世賤民（石井良助 著）
- 吉原　公儀と悪所（石井良助 著）
- 写された幕末 石黒敬七コレクション（石黒敬七 著）
- ひとり暮らしハンドブック 施設から社会へ羽ばたくあなたへ―巣立ちのための60のヒント―（林恵子編著）
- 走れ! 児童相談所 発達障害、児童虐待、非行と向き合う、新人所員の成長物語（安道理著）